# François al-Hadsch
François al-Hadsch (auch al-Hajj geschrieben; * 28. Juni 1953 in Rmeish; † 12. Dezember 2007 in Baabda) war ein libanesischer Brigadegeneral.
Al-Hadsch wurde im südlibanesischen Dorf Rmeish (Distrikt Bint Dschubail im Gouvernement Nabatäa) geboren. Im Jahr 1972 trat er in die Militärakademie ein, die er 1975 abschloss. Er durchlief eine Karriere als Berufssoldat und wurde 2002 zum Brigadegeneral befördert. Als maronitischer Christ war er als potentieller Kandidat für den Posten des libanesischen Armeekommandanten, den verfassungsrechtlich nur ein Maronit stellen darf, im Gespräch, welchen zurzeit noch Michel Sulaiman innehat, der als designierter Präsidentschaftskandidat möglicherweise aus dem Militärdienst ausscheiden wird. Al-Hadsch war maßgeblich am Sieg der libanesischen Armee im Kampf gegen die islamistische Organisation Fatah al-Islam beteiligt, der vom 20. Mai bis zum 2. September 2007 im und um das palästinensische Flüchtlingslager Nahr al-Bared herum stattfand.
Am 12. Dezember 2007 wurde al-Hadsch in seinem Fahrzeug in Baabda im Gouvernement Libanonberg in der Nähe von Beirut durch ein Bombenattentat getötet.